# Strada statale 644 di Ravanusa
La strada statale 644 di Ravanusa (SS 644) è una strada statale italiana che si sviluppa in Sicilia. Si tratta di una strada a carreggiata unica, con una corsia per senso di marcia.

## Storia
Aperta al traffico nel 1974, con il decreto del Ministro dei lavori pubblici del 31 dicembre 1977 venne classificata come strada statale con i seguenti capisaldi di itinerario: "Innesto con la strada statale n. 123 presso Campobello di Licata - innesto con la strada statale n. 557 presso Ravanusa".

## Percorso
Ha origine presso la strada statale 123 di Licata, alla quale si allaccia nel territorio di Campobello di Licata, e termina all'interno del centro abitato di Ravanusa, dove si congiunge con la strada statale 557 di Campobello di Licata. Uno svincolo la connette con la strada statale 626 dir Licata-Braemi appena fuori dall'abitato di Ravanusa.

### Tabella percorso
| di Ravanusa |                                                |      |           |
| Tipo        | Indicazione                                    | ↓km↓ | Provincia |
|             | di Licata per Campobello di Licata (ex SS 123) | 0,0  | AG        |
|             | Licata-Braemi                                  | 3,6  | AG        |
|             | Ravanusa di Campobello di Licata               | 4,7  | AG        |